# Germán Martínez Hidalgo
Germán Martínez Hidalgo (Teziutlán, 23 de diciembre de 1929 - Puebla de Zaragoza, 25 de abril de 2009) fue un divulgador científico, físico, matemático, químico, astrónomo, que popularizó esas ciencias en su sección de una plana del periódico, en televisión y radio para un vasto número de mexicanos, también fue profesor universitario, conferencista, director de planetarios, humanista, filósofo e historiador.
Escribió más de 800 artículos de una plana de periódico sobre temas relativos a las ciencias y la filosofía, en inglés y español, su obra continúa saliendo en su sección del periódico debido a la enorme cantidad de trabajo que dejó escrito.

## Orígenes familiares
Germán Martínez Hidalgo fue hijo único, por el lado materno (Familia Hidalgo-Savalas) es un Judío Sefardita de raíces en Jaén, Andalucía, España, y Salónica, Grecia en dónde se refugiaron miles de Judíos Sefarditas tras la expulsión de España, de allí el origen del apellido Savalas en la Familia, descendiente en línea directa -siendo tataranieto- de Manuel Hidalgo y Costilla, hermano menor de Miguel Hidalgo y Costilla, considerado Padre de la Patria en México ; por la misma familia, es primo-hermano de la Actriz Silvia Pinal Hidalgo. Por el lado paterno es pariente del Barón Giovanni Martínez de Palermo, Sicilia, Italia, miembros de una familia noble Borbóna italiana con orígenes franco-españoles, quien además fue comandante mayor del puerto de Palermo, así como del hijo del Barón Martínez, Emmanuel Michele Martínez, fundador y primer dueño del más famoso y prestigioso hotel del Sur Francés, el Hotel Martínez en Cannes, Francia.

## Infancia
De niño fue inducido a las artes y ciencias, proveniente de una familia acaudalada, con afición a la formación cultural mediante los y libros. Durante esa época pasaba sus veranos en Nueva York, recordando la Feria Mundial de 1939, dónde quedó impresionado por el desarrollo tecnológico de la época. Se cuenta que durante la Segunda Guerra Mundial, siendo un niño pequeño se le confió que actualizara así como explicase a alumnos y maestros de su escuela, los avances geo-políticos de las países en guerra, debido a su notable y admirable entendimiento del escenario político internacional.

## Estudios
Germán Martínez Hidalgo fue nelómano, cinéfilo, historiador, filósofo, políglota, autodidacta, de gran nivel, esto a manera de pasatiempo, así como graduado de las carreras de física, matemáticas y química simultáneamente. Fue el primer inscríto en la Facultad de Física de la Benemérita Universidad Autónoma de Puebla (BUAP), hizo cursos en el extranjero, en la Universidad de Chicago y Postgrado en el observatorio Yerkes en Wisconsin de esa misma Universidad, Estuvo en el Observatorio de la Universidad de California, fue alumno del premio Nobel de Física 1965 el estadounidense Richard Feynman; entabló amistad con notables astrónomos como Harlow Shapley, Luis Enrique Erro, colaboró con las descubrimientos astronómicos de Guillermo Haro

## Divulgador científico
Germán Martínez Hidalgo fue un divulgador científico, casi de forma filantrópica. Gracias a sus numerosos y notables estudios científicos, filosóficos, históricos etc, y utilizando su capacidad de enseñar de formas muy simples así como de su carisma y talento humorístico, pudo enseñar e introducir una gran cantidad de temas científicos en español a un gran número de mexicanos, de forma libre y desinteresada, por el gusto de enseñar al próximo, Consideraba que solo la masiva y constante divulgación científica y cultural sin importar, edad, raza, religión o clase social, Creyó fielmente en la premisa de Sócrates : "Solo existe un bien: el conocimiento...y solo existe un mal: la ignorancia..., Martínez Hidalgo explicaba que: "uno de los más grandes y graves problemas del mundo en vías de desarrollo, es que pagamos para que piensen por nosotros( los extranjeros), al optar como regla a comprar tecnología de fuera, lo que se debe hacer es crear aquí nuestra propia tecnología, crear aquí nuestros propios científicos, crear aquí nuestros propios cerebros de primer nivel, solo así existirá progreso y avance, y para eso el primer paso es reconocer como se reconoce en otros lados, la labor del científico".

## Carrera
Martínez Hidalgo fue director de la Escuela Normal del Estado de Puebla, fundador de la Sociedad Astronómica de Puebla, hoy llamada Sociedad Astronómica de Puebla Germán Martínez Hidalgo; fue promotor, fundador y primer director del Planetario de Puebla, hoy renombrado Planetario Maestro en Ciencias Germán Martínez Hidalgo. El 26 de octubre de 2009 se firmó el acuerdo para cambiar el nombre del “Planetario de Puebla” por el del célebre científico e investigador mexicano Mtro. Germán Martínez Hidalgo. Dicho acuerdo fue firmado por el gobernador Lic. Mario Marín Torres y por la alcaldesa de la ciudad de Puebla, Blanca Alcalá Ruíz. Este Planetario fue considerado uno de los mejores de América durante el periodo en que Martínez Hidalgo estuvo al frente, gracias a la gran cantidad de eventos científicos, culturales y astronómicos que organizaba y lidereaba, recibiendo por ello elogios de personalidades del mundo científico, artístico, así como de varios gobiernos extranjeros. En 1992, escribió su teoría sobre Plutón y Caronte sobre un sistema de dualidad planetaria, publicación de relevancia internacional que le valió la invitación para ser miembro a la Academia de Ciencias de Nueva York. Fue invitado al Congreso Aeroespacial Internacional 2001 en Moscú, Rusia, así como recibido con honores en el 2005 en los Planetarios de Moscú y París y en diversas universidades.
Su espíritu innovador lo llevó a ser maestro fundador del Instituto Tecnológico de Puebla en 1972. En 1979 en la conmemoración del centenario del nacimiento de Albert Einstein,  Germán Martínez Hidalgo organizó en el Instituto Tecnológico las “Jornadas Einstenianas”; un ciclo de conferencias sobre el científico, la relatividad, etc. Impartió clases por más de 30 años en el Tecnológico y es recordado por sus alumnos como su mejor profesar, idea que comparten sus actuales estudiantes de la Universidad Iberoamericana. 
El entonces Gobernador de Puebla Guillermo Jiménez Morales, inaugura en 1985 el Planetario de Puebla, pone la dirección del nuevo Planetario centro masivo de divulgación científica: Al Maestro Germán Martínez Hidalgo. En palabras del Lic. Jiménez Morales: “Fue mi mejor acierto haberle nombrado, Primer Director del Planetario”
En 1992 organiza el Primer Congreso de Planetarios de Iberoamérica y aprovecha para presentar su hipótesis de considerar al planeta Plutón y su luna Caronte, como un sistema doble planetario, más que sólo un planeta y su luna, por la singular rotación de estos dos cuerpos celestes. Tal idea le vale la invitación como miembro de la Academia de Ciencias de Nueva York; también recibe las felicitaciones por su labor divulgativa del cineasta Steven Spielberg y fue honrado con las palabras del filósofo británico Alan Woods.
En su programa de Veranos y Conferencias los sábados, como invitado personal del Maestro Germán Martínez Hidalgo el astronauta mexicano Rodolfo Neri Vela, impartió diversas pláticas sobre su aventura espacial.
Como escritor y conferencista , manejó un pensamiento universal, filosófico y científico, pues los temas que manejaba eran tan variados, como por ejemplo: la primera revolución monoteísta en el antiguo Egipto, hasta el misterio de la materia oscura del Universo, pasando por el electromagnetismo, los elementos químicos, las partículas, la mecánica cuántica, la gravitación, las estrellas pulsares, las cuerdas cósmicas, las nebulosas, la Astronomía en la Antigua Grecia etc., así como las biografías de científicos, comentados con rigurosidad científica, en un marco histórico y filosófico.

"No sé si logró hacerlo, pero su aportación al desarrollo de la filosofía marxista y su relación con las ciencias naturales era muy importante. El profesor Germán era el mejor tipo de intelectual: un hombre erudito, con unos conocimientos muy profundos de la ciencia y la filosofía, pero a la vez humilde y modesto. A diferencia de muchos académicos, el profesor Germán nunca se encerró entre las cuatro paredes de la universidad. No era un ratón de biblioteca, sino un comunista militante, que, también, a diferencia de muchos, se mantuvo siempre fiel y firme en su adhesión a la causa de la revolución socialista hasta el final. Su muerte es una gran pérdida para la ciencia, para el pueblo mexicano, para el mundo entero. Con su fallecimiento el movimiento obrero ha perdido a uno de sus mejores defensores. Sus amigos y camaradas, entre los que me considero uno de ellos, rendimos homenaje a la vida de este gran hombre. Considero que la mejor forma de honrar su memoria es continuar su lucha por la causa más noble del mundo: la emancipación de la clase trabajadora y la creación de un mundo digno para seres humanos.
Transmito mis más sinceras condolencias a su familia y a sus amigos"
Alan Woods.
Fecha: 
Londres, 31 de mayo.

En noviembre de 2009, la Secretaría de Cultura del Estado de Puebla dedicó en homenaje la ofrenda anual de dicha Secretaría al Físico Germán Martínez Hidalgo.